# کاترین ملقب به بردی (فیلم)
کاترین ملقب به بردی (انگلیسی: Catherine Called Birdy) فیلم کمدی قرون وسطایی محصول سال ۲۰۲۲ به نویسندگی و کارگردانی لینا دانم است. این فیلم بر پایهٔ رمانی با همین نام اثر کارن کوشمن است که در سال ۱۹۹۴ منتشر شد. بلا رمزی در نقش اصلی بازی کرده و بازیگران بیلی پایپر، اندرو اسکات، لسلی شارپ، جو آلوین و سوفی اوکوندو نیز در آن ایفای نقش کرده‌اند. این فیلم نخستین بار در ۱۲ سپتامبر ۲۰۲۲ در جشنواره بین‌المللی فیلم تورنتو به نمایش درآمد. سپس در ۲۳ سپتامبر ۲۰۲۲ به صورت محدود توسط آمازون استودیوز اکران شد و از ۷ اکتبر ۲۰۲۲ در پلتفرم پرایم ویدئو به صورت آنلاین در دسترس قرار گرفت.

## انتشار
این فیلم نخستین بار در سپتامبر ۲۰۲۲ در جشنواره بین‌المللی فیلم تورنتو به نمایش درآمد. سپس در ۲۳ سپتامبر ۲۰۲۲ به صورت محدود توسط آمازون استودیوز اکران شد و در نهایت از ۷ اکتبر ۲۰۲۲ از طریق پلتفرم پرایم ویدئو به صورت آنلاین در دسترس قرار گرفت.

## تولید
در فوریه ۲۰۲۱ اعلام شد که لینا دانم فیلم‌نامه ی فیلمی را بر اساس رمان کودکان کاترین ملقب به بردی اثر کارن کاشمن را نوشته و کارگردانی خواهد کرد که «پروژه‌ای مورد علاقه و سال‌ها در ذهنش بوده‌است». در پایان مارس ۲۰۲۱، اعلام شد که بیلی پایپر، اندرو اسکات و بلا رمزی به جمع بازیگران اصلی پیوسته‌اند. در اول آوریل ۲۰۲۱ گزارش شد که جو آلوین و دین-چارلز چپمن نیز به بازیگران اضافه شده‌اند.
فیلم‌برداری اصلی از ۳۰ مارس ۲۰۲۱ در نزدیکی قلعه استوکسی در شراپ‌شر، انگلستان آغاز شد.

## انتشار
این فیلم نخستین بار در سپتامبر ۲۰۲۲ در جشنواره بین‌المللی فیلم تورنتو به نمایش درآمد. سپس در ۲۳ سپتامبر ۲۰۲۲ به صورت محدود توسط آمازون استودیوز اکران شد و در نهایت از ۷ اکتبر ۲۰۲۲ از طریق پلتفرم پرایم ویدئو به صورت آنلاین در دسترس قرار گرفت.